# Burgruine Pöckstein
Die Burgruine Pöckstein, auch Böckstein oder Alt-Böckstein genannt, ist die Ruine einer aus dem 12. Jahrhundert stammenden Höhenburg in der Gemeinde Althofen in Kärnten. Von der Ruine sind noch der Burghügel, das umgebende nahezu ringförmige Wall-/Grabensystem und in den Fels gehauene Strukturen sichtbar.

## Lage
Die Burgruine liegt auf etwa 690 m Höhe, auf einer heute bewaldeten Rückfallkuppe des ebenfalls Böckstein genannten Hügels nordwestlich des Zusammenflusses von Gurk und Metnitz. Nach Westen hin fällt das Gelände sehr steil und felsig von der Burg zum 100 m tiefer liegenden Metnitzbach ab. Die Ruine befindet sich auf dem Gebiet der zur Gemeinde Althofen gehörenden Katastralgemeinde Töschelsdorf, während das auf der anderen Seite der Metnitz befindliche neuere Schloss Pöckstein zur Gemeinde Straßburg gehört.

## Name

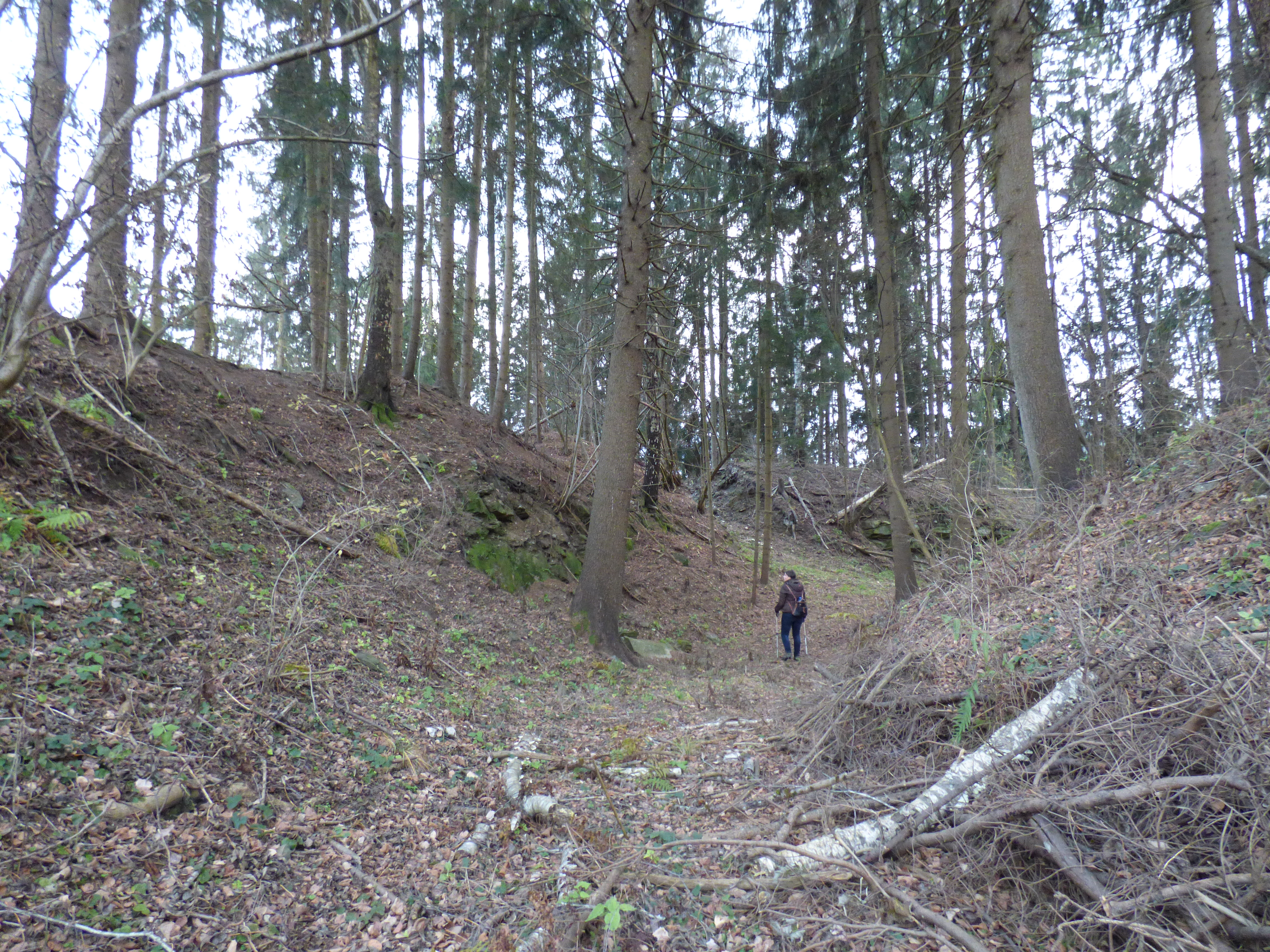
Der innere Burggraben (2017)

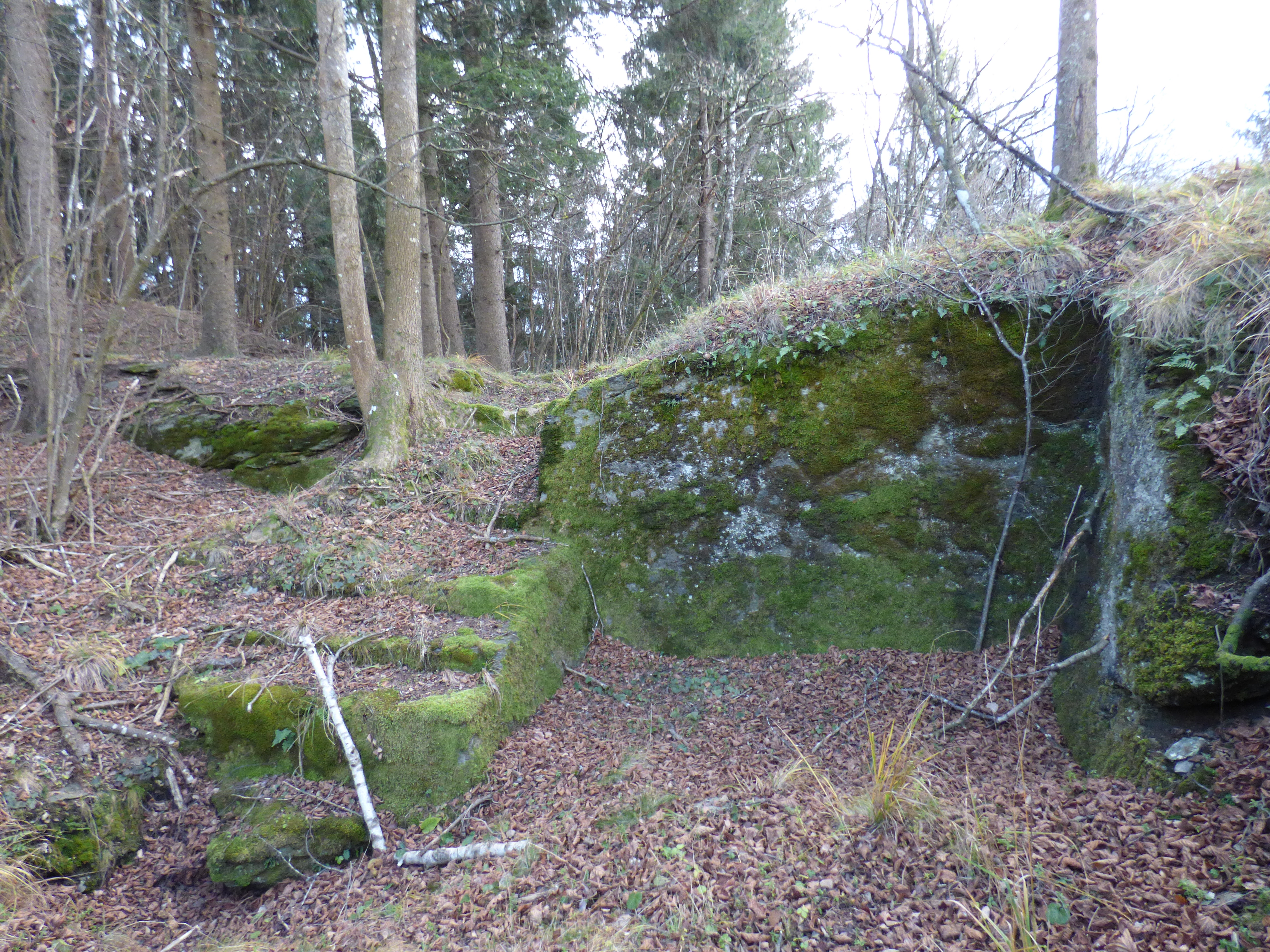
In Fels gehauene Wände und Stufen

Der Name Pöckstein (ursprünglich Pockstain) wurde vereinzelt auf die Pochwerke der Eisenhütten in dieser Region zurückgeführt. Häufiger wurde Bock- als Hinweis auf ein Wappentier oder auf Reh- oder Gämsböcke, die sich auf den Felsen aufhielten, verstanden. Neuerdings wird der Name als Alternativschreibweise von Beckstein gesehen, wobei beck für Bach stehen soll, was gut zum Namen Zwischenwässern für den gegenüberliegenden Ort und für die Lage am Zusammenfluss von Gurk und Metnitz passt.

## Geschichte
Die Burg wurde unter dem Gurker Bischof Roman I. (1131–1167) errichtet, wie die am Ende des 12. Jahrhunderts entstandenen Gurker Annalen berichten. Sie diente, so der Burgenforscher Franz Kohla, als „Straßensperre zwischen dem salzburgerischen Friesach und Althofen und [zum] Schutz des Gurktaleingangs“.
Diesen Pass ins Gurktal befestigten auch die Kärntner Herzöge mit ihren Burgen Buldorf (etwa 1 km südwestlich von Pöckstein) und Rabenstein (etwa 1 km östlich von Pöckstein), die aber 1292 beziehungsweise 1307 durch Salzburger Truppen zerstört wurden. „Erst in späteren Tagen“, so der Historiker Heinrich Hermann, sei Burg Pöckstein dann verfallen, der genaue Zeitpunkt ist aber unbekannt.
Als um 1780 im Tal unterhalb der Burgruine das Schloss Pöckstein als bischöfliche Residenz errichtet wurde, verwendete man dafür als Baumaterial auch die Trümmer der Burg. Die spärlichen Reste der Burg wurden durch Bombardements der Gurkbrücke im Zweiten Weltkrieg zusätzlich zerstört.

## Baubeschreibung
Von der „arg zerfallenen“ Burg sind keine Mauern mehr sichtbar, bloß zwei in Felsen gehauene Wände und einige Stufen sind erkennbar. Der Burgfriedhügel wird nach Südosten hin eindrucksvoll von einem Graben, einem Wall, einem weiteren Graben und einem zweiten Wall geschützt. Im äußeren Graben sind Bombentrichter erkennbar.